# Alatau (Stadt)
Alatau (kasachisch Алатау, [ɑɫɑˈtʰɑw]; bis 2024: Schetigen kasachisch Жетіген und russisch Жетыген Schetygen; bis 1993 Nikolajewka) ist eine Stadt im Südosten Kasachstans.

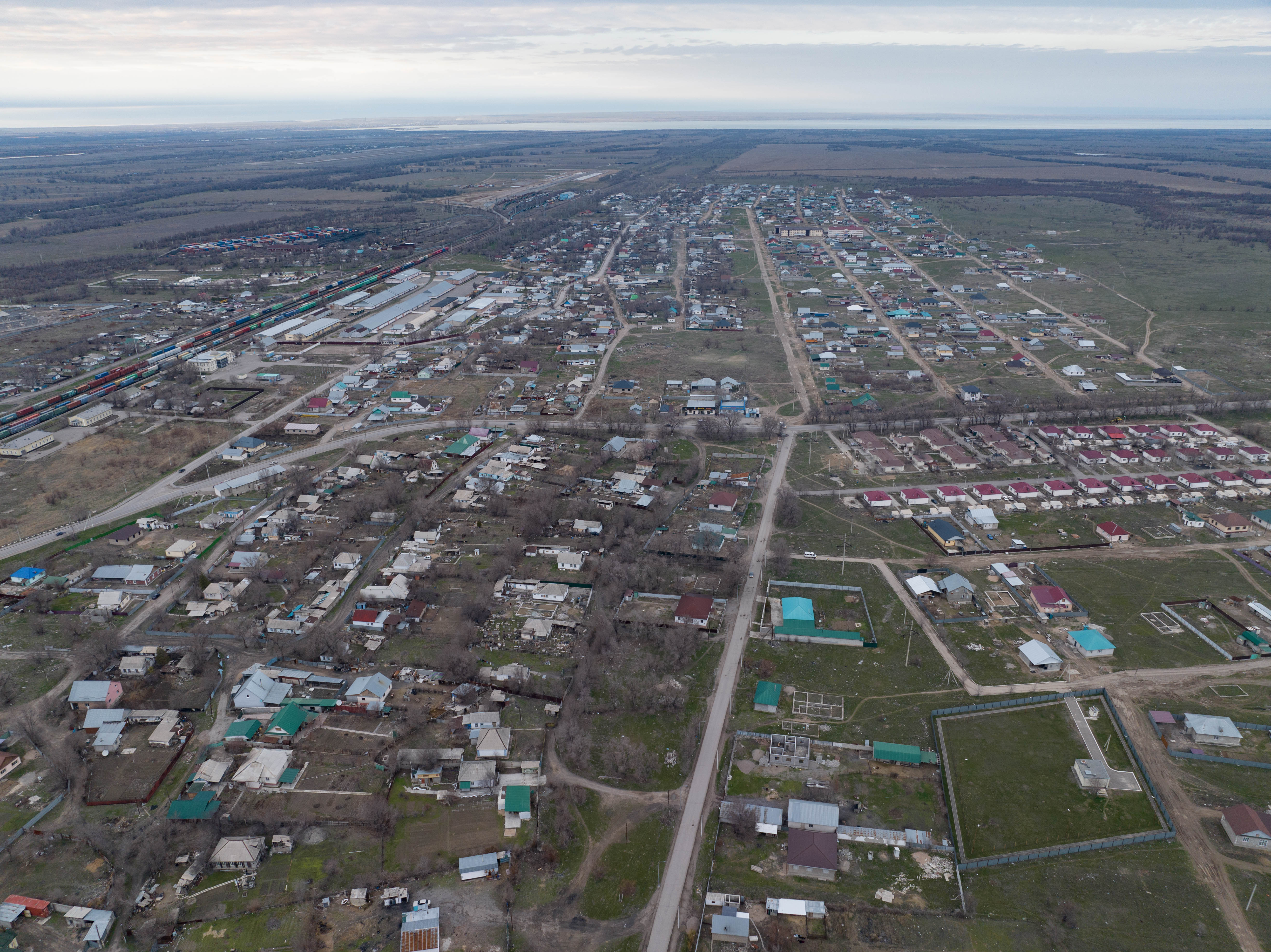
Luftbild

2024 wurde Alatau, bis dahin Schetigen, Stadtrecht verliehen.

## Geografie
Alatau liegt im Süden Kasachstans im Gebiet Almaty etwa 50 Kilometer nördlich des Stadtzentrums von Almaty und rund 20 Kilometer südlich der Stadt Qonajew. Westlich von Alatau durchfließt der Fluss Qaskeleng die Gegend; dieser mündet nördlich des Ortes in den Qapschaghai-Stausee.
Die kasachischen Luftstreitkräfte betreiben auf einem Flugplatz bei Alatau die 600-Luftwaffenbasis.

## Bevölkerung
Bei der Volkszählung 1999 hatte Alatau 13.103 Einwohner. Die Volkszählung 2009 ergab für den Ort eine Einwohnerzahl von 15.616. Bei der letzten Volkszählung 2021 lebten 20.418 Menschen in Alatau. Die Fortschreibung der Bevölkerungszahl ergab zum 1. Januar 2025 eine Einwohnerzahl von 51.948.
| Einwohnerentwicklung               | Einwohnerentwicklung | Einwohnerentwicklung | Einwohnerentwicklung | Einwohnerentwicklung |
| 1970                               | 1979                 | 1999                 | 2009                 | 2021                 |
| ---------------------------------- | -------------------- | -------------------- | -------------------- | -------------------- |
| 5.749                              | 12.266               | 13.103               | 15.616               | 20.418               |
| Anmerkung: Volkszählungsergebnisse |                      |                      |                      |                      |

## Verkehr
Einige Kilometer westlich von Alatau verläuft die kasachische Fernstraße A3, eine wichtige Verbindung im Osten des Landes. Auf dieser gelangt man in Richtung Süden ins nahe gelegene Almaty. In nördlicher Richtung führt sie nach Qonajew und von dort über Taldyqorghan bis nach Öskemen im Osten Kasachstans. Alatau verfügt auch über einen Anschluss an das kasachische Eisenbahnnetz. Es gibt einen Bahnhof an der Line der Turkestan-Sibirischen Eisenbahn. Seit 2011 zweigt von dieser Strecke die Bahnstrecke Alatau–Korgas ab, die bis zur chinesischen Grenze führt.

## Söhne und Töchter des Ortes
- Qanat Saudabajew (* 1946), Politiker